# Frans Balvert
Frans Balvert (* 19. Februar 1940 in Amsterdam) ist ein ehemaliger niederländischer Radrennfahrer und nationaler Meister im Radsport.

## Sportliche Laufbahn
Frans Balvert war im Straßenradsport aktiv. Als Amateur siegte er 1959 im Internationalen Ernst-Sachs-Gedächtnis-Rennen (später Mainfranken-Tour). Er bestritt die Internationale Friedensfahrt und belegte 1959 den 58. Rang im Endklassement. 1960 wurde er 31. in diesem Etappenrennen, 1963 beendete er die Rundfahrt nicht. Sein Status als Unabhängiger erlaubte ihm, bei Rundfahrten der Amateure und Berufsfahrer zu starten. 1959 wurde er 23. der DDR-Rundfahrt. Als Unabhängiger holte er 1959 und 1960 Etappensiege in der Olympia’s Tour. In seiner Heimat gewann er eine Reihe von Kriterien und Rundstreckenrennen. Balvert blieb bis 1963 aktiv.